# Llista de plantilles del València Club de Futbol
Aquesta llista ofereix una relació dels membres de les plantilles del primer equip del València Club de Futbol agrupades per temporada, ordenades pel número de partits jugats a la Lliga per cada jugador.

## 1991-92
| Entrenador       | Porters                         | Defenses                                                                                                | Centrecampistes                                              | Davanters                                                 |
| ---------------- | ------------------------------- | --- | ------------------------------------------------------------ | --------------------------------------------------------- |
| Hiddink (38) — — | Sempere (38) Otxotorena (0) — — | Camarasa (38) Giner (37) Leonardo (36) Voro (32) Quique (26) Nando (22) Arias (16) Torres (5) Parri (0) | Fernando (36) Robert (31) Tomás (28) Arroyo (20) Mir (1) — — | Eloy (37) Penev (35) Rommel (21) Toni (12) Fenoll (0) — — |

## 1992-93
| Entrenador       | Porters                       | Defenses                                                                                          | Centrecampistes                                                                       | Davanters                                                       |
| ---------------- | ----------------------------- | ------------------------------------------------------------------------------------------------- | ------------------------------------------------------------------------------------- | --------------------------------------------------------------- |
| Hiddink (38) — — | Sempere (35) González (3) — — | Voro (38) Camarasa (35) Leonardo (34) Giner (24) Quique (22) Belodedici (20) Fran (1) Tárraga (0) | Fernando (38) Arroyo (31) Tomás (30) Robert (29) Ignacio Ibáñez (20) Mendieta (2) — — | Eloy (36) Penev (34) Álvaro (32) Juan Sánchez (17) Toni (0) — — |

## 1993-94
| Entrenadors                                                | Porters                                   | Defenses | Centrecampistes                                                                                      | Davanters                                                                                                   |
| ---------------------------------------------------------- | ----------------------------------------- | --- | --- | --- |
| Hiddink (20) Paco Real (5) Héctor Núñez (11) Rielo (2) — — | Sempere (31) González (9) Notario (0) — — | Camarasa (35) Quique (30) Serer (30) Belodedici (29) Giner (29) Tárraga (5) Javi Navarro (4) Matías Rubio (4) Roberto García (2) Fran (1) | Fernando (30) Arroyo (28) Tomás (27) Mendieta (20) Ibáñez (10) Robert (6) Benito (5) Etxarri (1) — — | Mijatovic (35) Gálvez (28) Álvaro (25) Pizzi (19) Eloy (16) Penev (16) Aristizábal (7) Diego Ribera (6) — — |

## 1994-95
| Entrenadors                 | Porters                                     | Defenses | Centrecampistes                                                                                                   | Davanters                                                                                    |
| --------------------------- | ------------------------------------------- | --- | --- | -------------------------------------------------------------------------------------------- |
| Parreira (36) Rielo (3) — — | Zubizarreta (38) Molina (0) Sempere (0) — — | Camarasa (37) Giner (32) Romero (30) Otero (25) Juan Carlos (14) Serer (5) Quique Medina (1) Clotet (0) Javi Navarro (0) | Fernando (37) Mazinho (31) Poyatos (30) Robert (28) Arroyo (17) Mendieta (13) Engonga (9) Maqueda (9) Botella (0) | Mijatovic (29) Álvaro (25) Penev (25) Salenko (25) Eloy (14) Gálvez (13) Raúl Ibáñez (4) — — |

## 1995-96
| Entrenadors       | Porters                                         | Defenses                                                                                     | Centrecampistes                                                                                               | Davanters                                                                      |
| ----------------- | ----------------------------------------------- | -------------------------------------------------------------------------------------------- | --- | ------------------------------------------------------------------------------ |
| Aragonés (38) — — | Zubizarreta (39) Bartual (4) Rafa Gómez (0) — — | Camarasa (39) Otero (37) Romero (30) Ferreira (24) Sietes (20) Javi Navarro (19) Serer (0) — | Fernando (42) Mazinho (40) Mendieta (34) Poyatos (32) Arroyo (30) Eskurza (27) José Ignacio (27) Engonga (25) | Mijatovic (40) Viola (30) Gálvez (28) Iñaki Hurtado (11) Raúl Martínez (2) — — |

## 1996-97
| Entrenadors                              | Porters                          | Defenses | Centrecampistes                                                                                                | Davanters |
| ---------------------------------------- | -------------------------------- | --- | --- | --- |
| Aragonés (13) Rielo (1) Valdano (28) — — | Zubizarreta (41) Bartual (2) — — | Ferreira (36) Cáceres (22) Otero (22) Romero (21) Javi Navarro (12) Sietes (9) Iván Campo (7) Camarasa (5) Luis López (1) | Karpin (36) Engonga (35) José Ignacio (34) Mendieta (30) Fernando (29) Eskurza (25) Poyatos (20) Farinós (18 — | Moya (35) Claudio López (32) Vlaovic (24) Leandro (23) Gálvez (19) Iñaki Hurtado (14) Ortega (12) Romário (5) Rubén Navarro (2) |

## 1997-98
| Entrenadors                  | Porters                                          | Defenses                                                                                         | Centrecampistes | Davanters                                                                                                 |
| ---------------------------- | ------------------------------------------------ | ------------------------------------------------------------------------------------------------ | --- | --- |
| Valdano (3) Ranieri (35) — — | Zubizarreta 834) Bartual (2) Campagnuolo (2) — — | Djukic (33) Angloma (32) Carboni (29) Soria (23) Juanfran (20) Javi Navarro (6) Camarasa (3) — — | Farinós (31) Mendieta (30) Milla (30) Fernando (21) Morigi (15) Saïb (14) Del Solar (12) Gerard (11) Albelda (5) Marcelinho Carioca | Claudio López (32) Angulo (28) Vlaovic (26) Ortega (20) Adrian Ilie (12) Romário (6) Nico Olivera (2) — — |

## 1998-99
| Entrenadors      | Porters                        | Defenses | Centrecampistes                                                                                       | Davanters |
| ---------------- | ------------------------------ | --- | --- | --- |
| Ranieri (38) — — | Cañizares (38) Bartual (0) — — | Carboni (36) Djukic (32) Angloma (29) Roche (29) Björklund (24) Juanfran (21) Soria (10) Camarasa (3) Téllez (1) Javi Navarro (0) | Mendieta (37) Farinós (32) Milla (31) Schwarz (30) Popescu (25) Serban (10) Jandro (2) Morigi (0) — — | Angulo (36) Claudio López (32) Adrian Ilie (24) Vlaovic (20) Lucarelli (12) Rubén Navarro (4) Sabin Ilie (0) Nico Olivera (0) — — |

## 1999-00
| Entrenadors    | Porteres                                  | Defenses | Centrecampistes                                                                                               | Davanters                                                                                    |
| -------------- | ----------------------------------------- | --- | --- | -------------------------------------------------------------------------------------------- |
| Cúper (38) — — | Cañizares (23) Palop (15) Bartual (0) — — | Djukic (33) Pellegrino (33) Angloma (30) Carboni (28) Björklund (23) Fagiani (8) Soria (3) Roche (2) Camarasa (0) Javi Navarro (0) | Farinós (34) Gerard (33) Mendieta (33) Kily González (31) Albelda (21) Milla (12) Gerardo (10) Serban (1) — — | Claudio López (34) Juan Sánchez (32) Angulo (29) Adrian Ilie (22) Òscar (20) Vlaovic (4) — — |

## 2000-01
| Entrenadors    | Porteres                                 | Defenses | Centrecampistes | Davanters                                                                       |
| -------------- | ---------------------------------------- | --- | --- | ------------------------------------------------------------------------------- |
| Cúper (38) — — | Cañizares (37) Palop (1) Bartual (0) — — | Djukic (34) Ayala (28) Angloma (27) Pellegrino (27) Carboni (24) Björklund (10) Fábio Aurélio (7) Amarilla (0) — — | Baraja (35) Vicente (33) Mendieta (31) Kily González Albelda (21) Zahovic (20) Deschamps (13) Aimar (10) Milla (6) Parri (2) Albiol (0) Gerardo (0) | Carew (37) Juan Sánchez (32) Angulo (28) Diego Alonso (20) Adrian Ilie (10) — — |

## 2001-02
| Entrenadors           | Porters                                 | Defenses | Centrecampistes | Davanters                                                                                   |
| --------------------- | --------------------------------------- | --- | --- | ------------------------------------------------------------------------------------------- |
| Rafa Benítez (38) — — | Cañizares (32) Palop (7) Rangel (0) — — | Curro Torres (34) Carboni (33) Pellegrino (30) Ayala (29) Fábio Aurélio (15) Djukic (13) Marchena (13) Angloma (3) Javi Navarro (2) Garrido (1) | Aimar (33) Rufete (33) Albelda (32) Vicente (31) Kily González (26) Baraja (17) De los Santos (13) Serban (3) Jandro (1) — | Angulo (26) Mista (26) Angulo (25) Salva Ballesta (22) John Carew (15) Adrian Ilie (10) — — |

## 2002-03
| Entrenadors           | Porters                                 | Defenses | Centrecampistes | Davanters                                                                                   |
| --------------------- | --------------------------------------- | --- | --- | ------------------------------------------------------------------------------------------- |
| Rafa Benítez (38) — — | Cañizares (31) Palop (9) Rangel (0) — — | Ayala (31) Carboni (29) Pellegrino (28) Fábio Aurélio (27) Marchena (26) Reveillére (18) Curro Torres (14) Djukic (8) Garrido (6) David Navarro Pedrós (3) Dorothée (1) Soriano (1) Amarilla (0) | Baraja (35) Aimar (31) Rufete (28) Vicente (28) Albelda (26) De los Santos (17) Kily González (13) Enguix (2) Gavilán (2) Albiol (1) Redondo (1) David Sánchez (0) Serban (0) | Carew (32) Mista (27) Juan Sánchez (26) Angulo (24) Borja Criado (3) Salva Ballesta (2) — — |

## 2003-04
| Entrenadors           | Porters                                 | Defenses | Centrecampistes | Davanters                                                                                   |
| --------------------- | --------------------------------------- | --- | --- | ------------------------------------------------------------------------------------------- |
| Rafa Benítez (38) — — | Cañizares (37) Rangel (1) Palop (0) — — | Carboni (33) Marchena (31) Ayala (30) Curro Torres (29) Pellegrino (21) Garrido (15) David Navarro Pedrós (12) Fábio Aurélio (2) Albiol (0) Amarilla (0) Soriano (0) | Baraja (35) Albelda (33) Vicente (33) Rufete (27) Jorge López (26) Aimar (25) Sissoko (21) Borja Criado (0) Jaime Gavilán (0) — — | Mista (33) Angulo (22) Xisco (22) Ricardo Oliveira (21) Canobbio (11) Juan Sánchez (10) — — |

## 2004-05
| Entrenadors                         | Porters                                                | Defenses | Centrecampistes | Davanters                                                       |
| ----------------------------------- | ------------------------------------------------------ | --- | --- | --------------------------------------------------------------- |
| Ranieri (24) Antonio López (14) — — | Cañizares (29) Palop (11) Butelle (0) Jonathan (0) — — | Marchena (32) Carboni (28) Moretti (23) David Navarro Pedrós (23) Caneira (22) Fábio Aurélio (21) Curro Torres (19) Ayala (17) Ruz (3) Pellegrino (1) Santacruz (1) Amarilla (0) | Aimar (31) Albelda (28) Baraja (25) Rufete (25) Sissoko (24) Fiore (20) Vicente (12) De los Santos (1) Juanlu Hens (1) Nico (0) Pallardó (0) — | Di Vaio (30) Mista (29) Angulo (25) Xisco (22) Corradi (21) — — |

## 2005-06
| Entrenadors     | Porters                                 | Defenses | Centrecampistes | Davanters                                                                                         |
| --------------- | --------------------------------------- | --- | --- | ------------------------------------------------------------------------------------------------- |
| Quique (38) — — | Cañizares (36) Butelle (1) Mora (1) — — | Moretti (33) Miguel (31) Albiol (29) Marchena (25) Fábio Aurélio (24) Ayala (23) David Navarro Pedrós (8) Caneira (5) Carboni (5) Curro Torres (3) Ruz (0) Amarilla (0) Pedro López (0) | Aimar (32) Albelda (32) Baraja (31) Vicente (21) Rufete (19) Hugo Viana (19) Eduardo (6) Jorge López (5) De los Santos (0) Juanlu Hens (0) — — | Villa (37) Angulo (32) Mista (29) Regueiro (24) Kluivert (10) Di Vaio (5) Pablo Hernández (1) — — |

## 2006-07
| Entrenadors     | Porters                                 | Defenses | Centrecampistes | Davanters |
| --------------- | --------------------------------------- | --- | --- | --- |
| Quique (38) — — | Cañizares (32) Butelle (8) Mora (0) — — | Albiol (36) Miguel (30) Ayala (29) Moretti (23) Marchena (22) Curro Torres (17) David Navarro Pedrós (13) Del Horno (6) Cerra (5) Córcoles (1) Castells (0) | Albelda (25) Hugo Viana (25) Vicente (16) Baraja (14) Jorge López (14) Gavilán (12) Edu (10) Pallardó (10) Nacho Insa (1) Aarón Ñíguez (0) Romero (0) | Angulo (36) Silva (36) Villa (36) Joaquín (35) Morientes (24) Regueiro (3) Tavano (3) Javi Guerra (2) Pablo Hernández (0) — — |

## 2007-08
| Entrenadors                                             | Porters                                                | Defenses                                                                                            | Centrecampistes | Davanters                                                                                             |
| ------------------------------------------------------- | ------------------------------------------------------ | --------------------------------------------------------------------------------------------------- | --- | --- |
| Quique (9) Óscar Fernández (2) Koeman (22) Voro (5) — — | Hildebrand (26) Cañizares (10) Mora (2) Guaita (0) — — | Albiol (32) Marchena (28) Moretti (28) Miguel (26) Helguera (24) Caneira (19) Alexis Ruano (14) — — | Baraja (25) Vicente (17) Albelda (15) Edu (13) Banega (12) Maduro (11) Sunny Sunday (10) Fernandes (7) Montoro (4) Gavilán (3) Lombán (3) | Joaquín (34) Silva (34) Arizmendi (30) Villa (28) Mata (24) Morientes (22) Angulo (16) Zigic (16) — — |

## 2008-09
| Entrenadors    | Porters                                             | Defenses | Centrecampistes | Davanters                                                                                                  |
| -------------- | --------------------------------------------------- | --- | --- | --- |
| Emery (38) — — | Renan (19) César (18) Guaita (2) Hildebrand (0) — — | Albiol (34) Moretti (28) Miguel (28) Marchena (26) Alexis Ruano (24) Del Horno (9) Carleto (1) Helguera (1) Arturo Carlos David (0) Jaume Costa (0) Lombán (0) Ximo Navarro (0) Curro Torres (0) | Albelda (30) Baraja (28) Vicente (27) Fernandes (27) Maduro (22) Edu (21) Míchel (13) Carles (0) Hugo Viana (0) — — | Mata (37) Villa (33) Joaquín (31) Pablo Hernández (21) Morientes (19) Silva (19) Angulo (11) Zigic (0) — — |